# Camp de Morvedre
Il Camp de Morvedre (in castigliano: Campo de Morvedre) è una delle 34 comarche della Comunità Valenciana, con una popolazione di 81 986 abitanti in maggioranza di lingua valenciana; suo capoluogo è Sagunt (cast. Sagunto).
Amministrativamente fa parte della provincia di Valencia, che comprende 17 comarche.